# Lonesome Crow
| 전문가 평가       | 전문가 평가 |
| 평가 점수         | 평가 점수   |
| 출처              | 점수        |
| ----------------- | ----------- |
| AllMusic          | [ 2 ]       |
| Forces Paralleles | [ 3 ]       |

《Lonesome Crow》는 독일의 하드 록 밴드 스콜피언스의 데뷔 스튜디오 음반이다. 스콜피언스가 코니 플랭크의 프로듀싱으로 완전 프로 밴드가 된 직후 녹음되었으며, 1972년 2월 9일, 서독에서 독일 반마약 영화 《Das Kalte Paradies》의 사운드트랙으로 발매되었고, 미국에서는 1973년 5월 발매되었다. 이 음반의 스타일은 초기 스콜피언스에게 전형적인 어두운 멜로디의 스타일이지만 이후 작품과는 다르다.

## 배경
이 음반은 리드 기타리스트 미하엘 쉥커가 정식 멤버로 참여한 유일한 음반이다. 그는 곧 UFO에 합류하기 위해 떠났고 울리히 로스로 대체되었다. 그러나 쉥커는 1979년 《Lovedrive》의 녹음과 투어 도중 잠깐 합류했다.
스콜피언스는 1978년부터 2006년까지 가끔 〈In Search of the Peace of Mind〉를 공연한 바 있다. 스콜피언스는 세 번째 음반 《In Trance》를 지원하기 위해 투어 이후 《Lonesome Crow》의 노래를 연주하지 않았다.
〈Action〉과 〈I'm Goin' Mad〉는 CCA 레이블에서 발매되지 않은 1970년 싱글곡을 재녹음한 곡으로, 후에 컴필레이션 《Psychedelic Gems 2》로 발매되어 가장 먼저 발매된 스콜피언스의 음반이다.
스칸디나비아에서 처음 발매된 음반으로 《Action》과 1976년 발매된 《The Scorpions》, 1981년 일본 발매와 1986년 발매된 《The Original Scorpions》의 첫 번째 CD 발매 순서로 다시 타이틀이 붙여졌다. 1982년 독일 재발행 커버 아트는 예술가 로드니 매튜스에 의해 만들어졌다.

## 곡 목록
모든 곡들은 스콜피언스에 의해 작사/작곡하였다.
| #  | 제목                               | 재생 시간 |
| -- | ---------------------------------- | --------- |
| 1. | 〈I'm Goin' Mad〉                  | 4:35      |
| 2. | 〈It All Depends〉                 | 3:30      |
| 3. | 〈Leave Me〉                       | 5:06      |
| 4. | 〈In Search of the Peace of Mind〉 | 4:59      |

| #  | 제목              | 재생 시간 |
| -- | ----------------- | --------- |
| 5. | 〈Inheritance〉   | 4:41      |
| 6. | 〈Action〉        | 3:56      |
| 7. | 〈Lonesome Crow〉 | 13:31     |